# Audiófilo

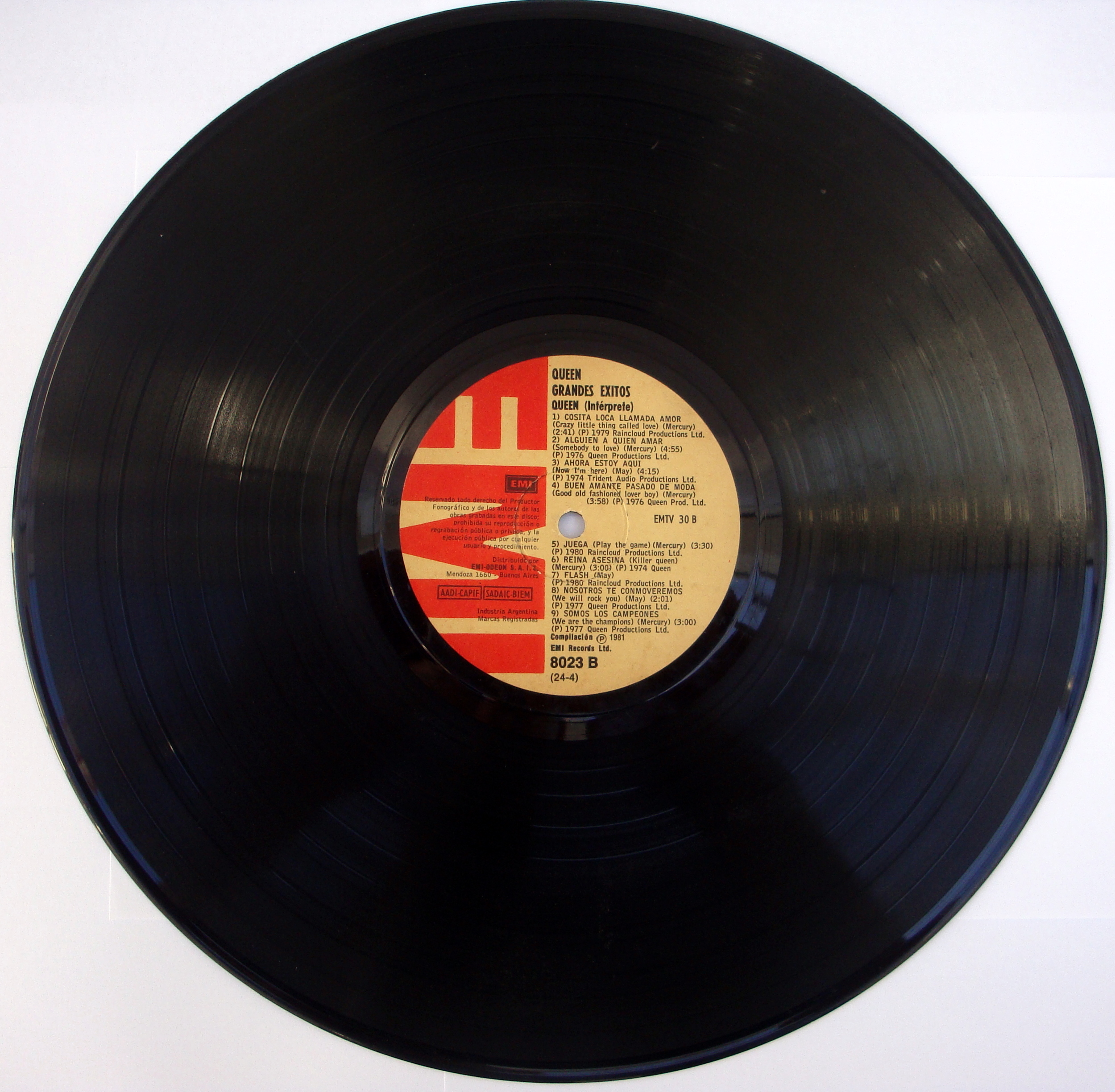
Los discos de vinilo son muy buscados por los audiófilos, ellos argumentan que tienen un sonido más fiel que un disco compacto.

Los audiófilos son personas con un interés especial por los sistemas de reproducción y también de grabación de audio, con el fin de buscar la máxima calidad y fidelidad. El placer por oír música del modo más fidedigno posible lleva a los audiófilos a interesarse en la tecnología subyacente. Algunas posiciones extremas rechazan las técnicas actuales a pesar de que éstas proveen mejor respuesta en frecuencia y mucho menor ruido en el registro del audio.
Muchas veces los resultados de una reproducción sonora de alta fidelidad no satisfacen las preferencias del audiófilo, por lo que utiliza los medios de los cuales dispone, como la técnica eléctrica o la electrónica para obtener efectos de audio que estén en sintonía con su preferencia. Esto puede iniciar tendencias como rechazar tanto los soportes digitales (CD, MP3, los DVD inclusive) como los equipos digitales a la hora de escuchar música; optando por el audio almacenado y tratado en soportes físicos o magnéticos, como los casetes, los discos de vinilo, las cintas de carrete abierto, los magnetofones y tratados con equipos los amplificadores valvulares.
Es evidente que un equipo comercial moderno de bajo costo bien podría ser de menor calidad de sonido que uno construido con tecnología analógica anterior. Una apropiada valoración de la fidelidad y del fenómeno acústico en general solo puede efectuarse mediante instrumentos. Una teoría basada en experimentos explica la flexibilidad y pérdida de referencia rápida que posee el oído humano, y por ello el necesario ejercicio regular de buen audio.
El audiófilo busca componentes de máxima calidad para alcanzar la mejor reproducción posible. Se interesa por las novedades en la producción de componentes Hi-Fi y, si es posible, su prueba, y se reúnen para realizar audiciones en grupo e intercambiar experiencias e información. El ser audiófilo no implica ceñirse a un estilo musical antes que a otro, pero se puede observar que muchos audiófilos prefieren el smooth jazz y la música clásica, por su elegancia sonora y su alta calidad musical.
Debido al alto precio de los componentes de calidad de Hi-Fi, hay una parte significativa de audiófilos que optan por el bricolaje, construyendo total o parcialmente su equipo, partiendo de componentes electrónicos, kits o mejorando algunos componentes de los aparatos. Por ello alrededor del mundo muchos audiófilos han proliferado como "artesanos electrónicos" que fabrican sus aparatos. Incluso se emplean componentes del comercio normal adaptados para satisfacer las exigencias del audiófilo, como cables, conectores y altavoces.
Es opinión entre algunos audiófilos que los discos de vinilo tienen un sonido de calidad superior al de los CD de audio. Esta opinión está sustentada por la experiencia y por razones técnicas, como la insuficiente frecuencia de muestreo y precisión de 16 bits en la caracterización de los puntos. No es una crítica a los principios o tecnología empleada para grabar los CD sino que la aplicación práctica de esta tecnología limita la calidad del sonido. Estos defectos están resueltos en soportes como el Blu-ray Audio, que reproduce música en 24 bits y 96 kHz (calidad de estudio), pero el reducido catálogo y la desconfianza por los nuevos formatos (como el fracaso del SACD) hace que muchos audiófilos aún sean fieles al LP. Existen firmas que editan vinilos en alta calidad para satisfacer esta demanda. Estas diferencias pueden notarse en cualquier comparación A/B a condición de tener el oído mínimamente entrenado.
Los detractores de los audiófilos afirman que son subjetivos, que no tienen consideración por el método científico y en particular por la obtención de mediciones objetivas con objeto de evaluar el desempeño de un elemento particular en un sistema de reproducción acústica; a los sonidos, el audiófilo les atribuye propiedades intangibles que no podrán, en ningún caso, ser registrados en un proceso de medición y sólo confiarán para este objetivo en la interpretación subjetiva que resulta de una audición personal, afirman que los audiófilos requerirán de una consideración por el método científico, y de la utilización adecuada de equipos y métodos de medición especializados para poder comprobar y demostrar de manera objetiva sus argumentos con respecto a las tecnologías y equipos de sonido, o bien con respecto los múltiples niveles de fidelidad y calidad sonora de los equipos de audio, tanto en aspectos electrónicos como físicos y químicos.